# Adriana Iliescu
Adriana Iliescu (Craiova, 31 maggio 1938) è una filologa, critica letteraria e scrittrice rumena.

## Biografia
Suo padre, Aurelian Iliescu, era un noto giurista, mentre la madre un'insegnante. Si è laureata in lettere all'Università di Bucarest.
Docente aggregato di filologia rumena in vari atenei (da ultimo l'Università Hyperion di Bucarest), ha organizzato convegni e pubblicato a partire dal 1960 numerosi studi sulla sua materia - occupandosi anche di critica letteraria, con particolare riguardo per il realismo negli autori moderni  - in volumi e in riviste letterarie (Convorbiri literare, Ramuri, Romania literara, Tribuna, tra le altre). Dal 2004 è in pensione.
Membro dell'Unione degli scrittori di Romania, ha pubblicato diversi romanzi per bambini.
Adriana Iliescu ha ricevuto l'attenzione dei media di tutto il mondo nel 2005, quando a 66 anni è diventata per la prima volta mamma di una bambina, Eliza Maria, entrando quindi nel Guinness dei primati; mai nessuna donna aveva infatti partorito a quell'età così avanzata fino ad allora   .  Eliza Maria, nata il 15 gennaio in un ospedale di Bucarest, è figlia biologica di Adriana (che nei nove anni precedenti si era sottoposta a cure ormonali per poter rimanere incinta), ma non genetica, in quanto concepita grazie a uno spermatozoo donato in forma anonima. Originariamente la Iliescu aspettava tre gemelle, una delle quali è morta durante la decima settimana di gravidanza, mentre un'altra poco prima del parto, avvenuto alla trentaquattresima settimana. Alla nascita Eliza Maria pesava poco più di un chilo. Per precauzione madre e figlia sono state dimesse dopo un mese e mezzo.
La Iliescu da giovane è stata sposata con un uomo che l'ha poi lasciata quando lei ha perso il bambino che stava aspettando, aborto causato dalla tubercolosi di cui soffriva a quel tempo; non ci sono stati altri partner nella vita sentimentale della studiosa, che solo dopo molti anni ha potuto finalmente portare a termine una gravidanza. 
Adriana Iliescu, il cui record è stato superato nel 2006 dalla spagnola Maria del Carmen Bousada de Lara, vive con la figlia a Bucarest, dove continua a scrivere.

## Opere principali

### Studi
- Literatorul. Studiu monografic, Bucarest, 1968
- Revistele literare de la sjirsitul secolului al XlX-lea, Bucarest, 1972
- Realismul in literatura romana in secolul al XIX- lea, Bucarest, 1975
- Proza realista in secolul al XlX-lea, Bucarest, 1978
- Expresionism si autenticitate in literatura romana: studii si eseuri, 1999
- Simbol şi comunicare īn literatura interbelică, 1999
- Arta portretului in proza contemporana. Homer, contemporanul nostru, 2001
- Vocatia modernitatii in literatura contemporana romana, 2001

### Narrativa
- Domnișoara cu miozotis, romanzo, 1970
- Insula, raccolta di racconti,  1971
- Orașul, romanzo, 1978